# 346318 Elektrėnai
346318 Elektrėnai è un asteroide della fascia principale. Scoperto nel 2008, presenta un'orbita caratterizzata da un semiasse maggiore pari a 2,4016091 au e da un'eccentricità di 0,1158409, inclinata di 4,67420° rispetto all'eclittica.
L'asteroide era stato inizialmente battezzato 346318 Elektrenai per poi essere corretto nella denominazione attuale.
L'asteroide è dedicato all'omonima città lituana.